# Hi-de-Hi!
A Hi-de-Hi! a BBC csatorna televíziós szitkomja melyet a BBC1 1980-tól 1988-ig sugárzott.
A cselekmények helyszíne Maplins, egy képzeletbeli nyári tábor, az 1959-1960-as évek idején. A forgatókönyvet Jimmy Perry és David Croft készítették, akik az Az ükhadsereg a Csengetett Mylord? és további sikerszériák írói voltak. A sorozat címe a táborban egyfajta üdvözlés mert így köszönnek egymásnak annak lakói bár Hi de Hi-ként csak a korai epizódokban írták. A sorozat a tábor az ott dolgozó vezetőség és a személyzet mindennapjait kíséri végig. Legtöbbjük, saját szakmájának ifjú tehetség e vagy egykori letűnt csillaga.
Az alapötletet az egyik író korábbi tapasztalataiból merítette. Miután leszerelték a hadseregtől, Perry vörös kabátosként dolgozott a Butlins táborban, Pwllheli-ben a szünidő alatt.
A sorozat hatalmas rajongótáborral büszkélkedhet, 1984-ben a Legjobb vígjáték kategóriában a BAFTA-díját nyerte el. 2008-ban az egyik brit tv adó szavazásán, a Hi-de-Hi! lett a 35. legnépszerűbb vígjáték szállóige. 2014-ben Jimmy Perry megerősítette, hogy a Hi-de-Hi!-t megismétlik 2015. február 3-ától a BBC Two-n a Délutáni Klasszikusok közt, a 'Allo 'Allo!, To the Manor Born és a Nyitva Éjjel-nappal című klasszikus sorozatokkal együtt.

## Cselekmény
A Hi-de-Hi! egy kitalált tengerparti városban Crimpton-on-Sea-ben játszódik, Essex-ben.
Maplins egy nyári tábor csoport része melynek tulajdonosa Joe Maplin. A Cambridge-i egyetemi professzor és régész, Jeffrey Fairbrother belefáradt egykori munkájába, ezért jelentkezik a tábor szórakoztatási igazgatói posztjára. Ennek a tábor házigazdája, Ted Bovis nem örül, aki szintén szerette volna megkapni az állást.
A tábor komikusa a kissé naiv, de jószívű Spike Dixon aki szeretne a show business nagyjai közé kerülni. Több epizód alaptézise, hogy Ted Bovis megpróbálja furmányos módon becsapni a tábor lakóit, mint ahogy a köztiszteletnek örvendő Fairbrothert is, ki folyamatosan elhárítja a tábori sportfelelős Gladys Pugh közeledését.
A többi főszereplő egykor tündöklő, mára már letűnt művészek, és szórakoztatók. Többek közt Fred Quilley, az anno sikeres zsoké akit kizárt a szövetség; Yvonne és Barry Stuart-Hargreaves, táncoktatók; és Mr. Partridge, a bukott varietésztár aki kényszerűségből kénytelen bábelőadásokkal keresni kenyerét, bár gyűlöli a gyerekeket.
A sorozat főszereplője még Peggy Ollerenshaw, a kissé különc de ambiciózus szobalány kinek vágya, hogy egyszer sárga kabátos lehessen belőle.
|  | Alább a cselekmény részletei következnek! |

## Szereplők
- Jeffrey Fairbrother professzor (Simon Cadell) (1–5. évad) szórakoztatási igazgató – Jeffrey 1921-ben született egy híres nemesi család sarjaként. Hétéves korában bentlakásos iskolába küldték, majd régészetet tanult a King's College-ben, Cambridge-ben, ahol a fakultáson kezdett el dolgozni, és később professzori címét is a Cambridge-i Egyetemen szerezte. Később feleségül vette Daphne-t (Claire Oberman). 1959-ben különköltöztek egymástól majd egyre kevésbé érdekelte az egyetemi élet. Felmondott Cambridge-ben, hogy a Maplins nyári tábor szórakoztatási igazgatójaként dolgozhasson, remélve, hogy ízelítőt kaphat az átlagemberek mindennapjaiból. Nem sikerült igazán kapcsolatot építenie a személyzettel és a táborlakókkal sem, és rettenetesen szégyelli amikor Ted Bovis olyan alantas vécéhumorral szórakoztatja a közönséget, mint például a "Kinek a hátsó fele ez?" verseny. A munkáján kívül más nehézségekkel is meg kell küzdenie, például Gladys beteges rajongása vagy különféle alantas feladatok elintézése a tábor tulajdonosa Joe Maplin megbízásából Rendszeresen megpróbálja megállítani Ted Bovis svindlijeit, hogy ezzel megvédje a tábor vendégeit a becsapástól. Az 1960-as évad kezdete előtti téli szünetben, úgy dönt elhagyja a tábort, hogy a Wisconsini Egyetem archeológiai tanszékén dolgozhasson.

- Ted Bovis (Paul Shane) Vendéglátó – Ted a tábor vendéglátója, és nagyon népszerű a vendégek között. Ő vezeti a vetélkedőket – az igazgató csak bemutatja és felkonferálja őt. 1916 novemberében született, egy gyermekotthonban nőtt fel. Korábbi életéről keveset tudni, kivéve, hogy a Palace-ban dolgozott énekesként és a második világháborúban is szolgált. A leszerelése óta 1945-től a tábor dolgozója, azóta minden szezonban itt dolgozik. Később egy Hilary mnevű nőt vett el (Rikki Lee) 1951-ben de nem sokkal később különköltöztek, majd elváltak. Állandóan azon dolgozik, hogy valamilyen trükkel elvegye a táborlakók pénzét: ál-szülinapok, bundázott tombola, gyűjtések és bingó.

## Epizódok
A pilotot 1980. január elsején sugározták először. A Hi-de-Hi! összesen kilenc évadot és két karácsonyi különkiadást élt meg, összesen 60 epizódot, 1981. február 26. és 1988. január 30. között. A műsor olyan népszerűvé vált, hogy, a BBC a 3-4. évadot folyamatosan ismétli, ami első alkalommal fordult elő a BBC saját gyártású műsorainál (az első vetítést követően) így néhol tévesen mindkét évadot harmadiknak számolják.

## Főcímdal és ajándéktárgyak
Hi-de-Hi!-hoz egy Rock and roll stílusú főcímdalt készítettek "Holiday Rock" címmel. Paul Shane és a sárga kabátosok előadásában (a dalban több szereplő háttérénekesként működött közre), melyet kislemezen is kiadtak az Egyesült királyságban és 1981-ben a Top 40-be is bekerült. Shane és a szereplők még abban a hónapban a "Top of the Pops" műsorban is előadták.
A Hi-de-Hi! volt a BBC egyik első olyan műsora melyben a filmhez kapcsolódó ajándéktárgyak is megvásárolhatóak voltak, mint például társasjáték, képeskönyv, könyvek vagy pólók.

## A forgatásról
A sorozat forgatásának helyszíne egy létező nyári tábor volt Dovercourban Harwich közelében, Essexben.
A tesztatdás (1979) és a teljes első évad (1980–1981) kora tavasszal forgott még a szezon indulása előtt. Az első évad külső jelenetei ez jól látható, ugyanis a táborban található fákon nincs levél. Mivel a forgatások alatt folyamatosan hideg volt az idő, a stábból többen is panaszkodtak amiért nyári ruhában kellett dolgozniuk. Jeffrey Hollandot tüdőgyulladással is kezelték az első szezon forgatásakor, ugyanis rengeteg időt töltött a medencében.

## AHi-de-Hi! után
Több főszereplő is szerepet vállalt a szerzőpáros következő Csengetett Mylord? című sorozatában 1988-tól egészen 1993-ig tartott 4 évadon át, majd az azt követő Oh, Doctor Beeching!-ben is. melynek írói David Croft és Richard Spendlove.